# ドゥルベ
ドゥルベ（ pronunciation; ドイツ語: Durben、リトアニア語: Durbė、ポーランド語: Dorbiany、ロシア語: Дурбе Durbe/Дурбен Durben）とは、ラトビアの町であり、南クルゼメ市に属する。

## 解説
1260年に町の近郊のドゥルベ湖でドイツ騎士団・リヴォニア騎士団とジェマイティヤ人（サモギティア人）の戦闘が起きたことで知られている（ドゥルベの戦い）。2020年当時の人口は492人。1893年に町の権利がドゥルベに付与され、1917年に権利が承認された。
ドゥルベのマナー・ハウスはラトビアで最も古いマナー・ハウスの一つであり、博物館に改装されている。1917年にマナー・ハウスはドイツ旅団の本部として使用された。
1925年に制定された町の紋章には、銀のリンゴの木が描かれている。ラトビアの民間伝承では、リンゴの木は若さと思いやりの魔法の源と見なされている。